# ATR 42
Dimensions
L'ATR 42 est un avion de transport de passagers à turbopropulseurs.
| - Premier vol de l'ATR 42 à Toulouse, le 16 août 1984 - Le Premier ministre Laurent Fabius devant le premier appareil, peu après son premier vol. |

Le premier vol a eu lieu le 16 août 1984 et l'appareil a été mis en service le 9 décembre 1985. Il existe une variante cargo (sur la base de l'ATR 42-300) et quick change (ATR 42-500). La version actuellement produite par ATR est l'ATR 42-600.
12 ATR 42 ont également été spécialement aménagés pour la surveillance des espaces maritimes par Alenia et livrés aux garde-côtes et à la douane italiens.

## Caractéristiques
À partir du modèle initial, -300, il a été produit en plusieurs versions successives dont une révision majeure, le modèle -500 à partir de 1995. Celui-ci est équipé de moteurs plus puissants (PW127E) et offre un bien meilleur confort aux passagers grâce à la réduction des vibrations (hélices à 6 pales, renfort du fuselage, absorbeurs).
Les structures secondaires de l’ATR 42 sont essentiellement réalisées en matériau composite. Les dérives en matériau composite ont fait leur apparition sur les ATR 42-500 pour alléger les appareils. Les matériaux composites représentent environ 20 % de la structure totale des ATR 42-500.

## Variantes

### ATR 42-300
ATR livre son premier avion, l'ATR 42-300 le 3 décembre 1985 à la compagnie française Air Littoral. Face au succès de son avion régional, ATR augmente ses cadences de production. Elle obtient de grosses commandes provenant de compagnies nord-américaines comme Texas Air Corporation (50 ATR 42-300 en 1988). En 1989, ATR annonce avoir atteint son objectif initial de 400 commandes. La version 42-300 a été produite jusqu'en 1996, lorsque l'ATR 42-320 a pris le relais.
| - Un ATR-42-320 de Coast Air - Cockpit d'un ATR 42–300 |

#### ATR 42-320
Dans le marché concurrentiel des avions régionaux, ATR commercialise une version améliorée de l'ATR 42-300, l'ATR 42-320. Celle-ci se distingue par des moteurs PW121 de Pratt & Whitney Canada plus puissants.

### ATR 42-500
| - ATR 42–500 d'Air Madagascar à l'aéroport de Toliara, Madagascar - Un ATR 42 de TRIP Linhas Aéreas |

L'ATR 42-500 a effectué son vol inaugural le 16 septembre 1994. Cette nouvelle version est équipée des nouveaux moteurs PW127, de nouvelles hélices à six pales, de meilleures performances, d'une capacité de poids accrue et d'une cabine passagers améliorée. Le premier ATR 42-500 a été livré le 31 octobre 1995 à la compagnie italienne Air Dolomiti.

### ATR 42-600
La version actuellement produite par ATR est l'ATR 42-600. Le 2 octobre 2007, le PDG d'ATR, Stéphane Mayer, annonce le lancement de l'avion de la série -600; comprenant l'ATR 42-600 et l'ATR 72-600. Ces derniers ont pour but d'accroître l'efficacité, la fiabilité, réduire la consommation de carburant et les coûts d'exploitation par rapport à la série -500. Les différences se situent également à l'adoption de moteurs PW127M améliorés par Pratt & Whitney Canada, d'écrans LCD dans le cockpit. Le prototype d'ATR 42-600 a volé pour la première fois le 4 mars 2010 sous l'immatriculation F-WWLY,. Le premier avion a été livré à la compagnie aérienne tanzanienne Precision Air en novembre 2012.
| - Un ATR 42-600 de la compagnie tanzanienne Precision Air à l'aéroport de Toulouse-Blagnac. Elle est la compagnie de lancement de l'avion. - Écrans LCD l'ATR 42-600 |

#### ATR 42-600S (STOL)
Le 9 octobre 2019, ATR annonce le développement de l'ATR 42-600S, une variante STOL (décollage/atterrissage court), pour une certification prévue en 2022.
Capable de se poser sur des pistes de 800 m minimum, l'objectif de cette version est de conquérir le marché du renouvellement prévu des avions courte distance de 30 à 50 sièges, actuellement opéré par les vieillissants SAAB 340 & DHC Dash 7.

### Autres versions

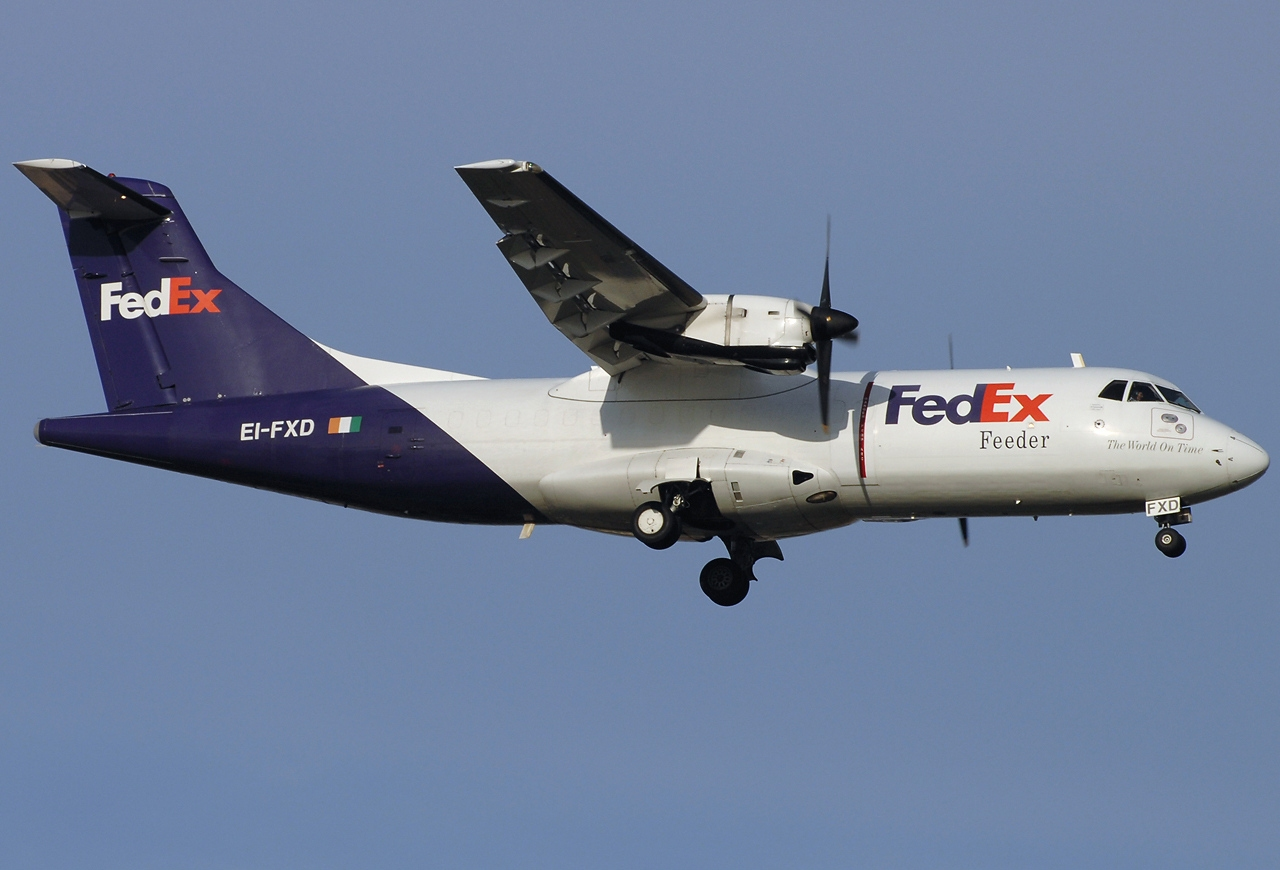
Un ATR 42-300F de Fedex, transformé en cargo

#### ATR 42 Cargo
Les ATR 42 cargo (56 m3, 5 600 kg) sont construits ou transformés sur la base de l'ATR 42-300. L'ATR 42-500 est également proposé en version « Quick-change » permettant de passer rapidement d'un équipement passager en une soute cargo de 30 m3.

#### ATM 42R
ATM 42R : l'armée de l'air française est à la recherche d'un « caboteur militaire » pour succéder aux vieux Noratlas 2501 et Nord 262, en vue de leurs retraits, livraison prévue en 1987 puis 1991 . Le besoin cumulé de l'armée de l'air serait de 20 à 25 appareils. Les partenaires du GIE ATR sont, en 1987, en attente de l'autorisation de lancer le programme ATM 42R : M pour Militaire, R pour Rampe arrière. Bien qu'un marché total de 200 appareils soit évalué, les priorités du GIE vont à la version allongée ATR 72 pour concurrencer, entre autres, l' ATP de Bristish Aerospace. Sur le plan militaire, le GIE ATR veut aussi concurrencer le CN-235 de Casa - Espagne - et Nurtanio - Indonésie- qui est structurellement moins optimisé, ces 2 derniers constructeurs n'ayant pas l'expérience de l'Aérospatiale et de Aeritalia. Diverses solutions intérimaires sont imaginées par le GIE ATR en attendant l' ATM 42R: G.222 ou ATR 42F - uniquement une porte cargo latérale arrière -. Cet ATR 42F n'est pas encore lancé, et par ailleurs il y a un contentieux au sein du GIE sur la localisation de la production de la rampe. On sait que finalement cette version ATM 42R ne vit jamais le jour. L'Armée de l'Air de France acheta le CN-235 en 1991.

#### ATR 42 MP Surveyor
ATR 42 MP Surveyor est utilisé pour de la surveillance maritime par les garde-côtes italiens (12 appareils). Leurs missions sont la surveillance en mer, recherche et identification de bateaux, recherche et sauvetage en mer, lutte contre le trafic de drogue, la contrebande et la piraterie, surveillance de l’environnement (pollution par les hydrocarbures et les substances chimiques) ou surveillance des zones économiques spécifiques (pêche, plates-formes pétrolières). Ses missions secondaires sont les suivantes : transport de personnel, de parachutistes et de marchandises, fret, évacuation sanitaire et protection civile.

## Spécifications
Spécifications
|                                    | ATR 42-200                   | ATR 42-300                   | ATR 42-320                   | ATR 42-500                    | ATR 42-600                    |
| ---------------------------------- | ---------------------------- | ---------------------------- | ---------------------------- | ----------------------------- | ----------------------------- |
| Équipage                           | 2                            | 2                            | 2                            | 2                             | 2                             |
| Sièges                             | 42–50                        | 42–50                        | 42–50                        | 42–50                         | 46-50                         |
| Longueur                           | 22,67 m                      | 22,67 m                      | 22,67 m                      | 22,67 m                       | 22,67 m                       |
| Envergure                          | 24,57 m                      | 24,57 m                      | 24,57 m                      | 24,57 m                       | 24,57 m                       |
| Hauteur                            | 7,59 m                       | 7,59 m                       | 7,59 m                       | 7,59 m                        | 7,59 m                        |
| Surface alaire                     | 54,5 m2                      | 54,5 m2                      | 54,5 m2                      | 54,5 m2                       | 54,5 m2                       |
| Allongement                        | 11,1:1                       | 11,1:1                       | 11,1:1                       | 11,1:1                        | 11,1:1                        |
| Empattement                        | 8,78 m                       | 8,78 m                       | 8,78 m                       | 8,78 m                        | 8,78 m                        |
| Longueur de la cabine              | 13,85 m                      | 13,85 m                      | 13,85 m                      | 13,85 m                       | 13,85 m                       |
| Masse à vide                       | 10 500 kg                    | 10 500 kg                    | 10 500 kg                    | 11 250 kg                     | 11 250 kg                     |
| Masse maximale au décollage        | 15 550 kg                    | 16 900 kg                    | 16 900 kg                    | 18 600 kg                     | 18 600 kg                     |
| vitesse de croisière               | 494 km/h en croisière 1      | 494 km/h en croisière 1      | 494 km/h en croisière 1      | 554 km/h                      | 554 km/h                      |
| Distance franchissable (en charge) | 885 km                       | 885 km                       | 885 km                       | 1 555 km                      | 1 555 km                      |
| Capacité maximale en carburant     | 5 625 L                      | 5 625 L                      | 5 625 L                      | 5 625 L                       | 5 625 L                       |
| Plafond                            | 7 600 m                      | 7 600 m                      | 7 600 m                      | 7 600 m                       | 7 600 m                       |
| Moteurs(×2)                        | Pratt & Whitney Canada PW120 | Pratt & Whitney Canada PW120 | Pratt & Whitney Canada PW121 | Pratt & Whitney Canada PW127E | Pratt & Whitney Canada PW127M |

## Utilisateurs

### Opérateurs civils
Les plus importants opérateurs de l'ATR-42 sont FedEx Express (17 exemplaires), EasyFly Colombia (14 ex.) et Canadian North (13 ex.). Nombre d'appareils (jan.2023). Ci-dessous les compagnies opérant 4 ATR 42 ou plus, ainsi que les compagnies aériennes françaises en possédant au moins un :
- 'Ohana by Hawaiian
- Aer Lingus Regional (franchise d'Aer Lingus)
- Aerogaviota
- Aeromar
- Air Antilles Express
- Air Corsica
- Air Saint-Pierre
- Air Tahiti
- Calm Air International
- Canadian North (exFirst Air) (Capacité d'atterrir et décoller sur gravier et sur la glace)
- Chalair Aviation
- Danish Air Transport (DAT)
- Easyfly
- Empire Airlines
- Federal Express (FedEx)
- Hevilift PNG
- Japan Air Commuter
- Loganair
- MAP Linhas Aéreas
- Mountain Air Cargo
- NordStar Airlines
- Overland Airways
- Precision Air
- SATENA
- Silver Airways
- Sky Express
- Swiftair
- TAROM
- Trigana Air Service
- Voepass
- West Wind Aviation
- Zimex Aviation

D'autres compagnies aériennes utilisent également un nombre restreint de ces appareils.

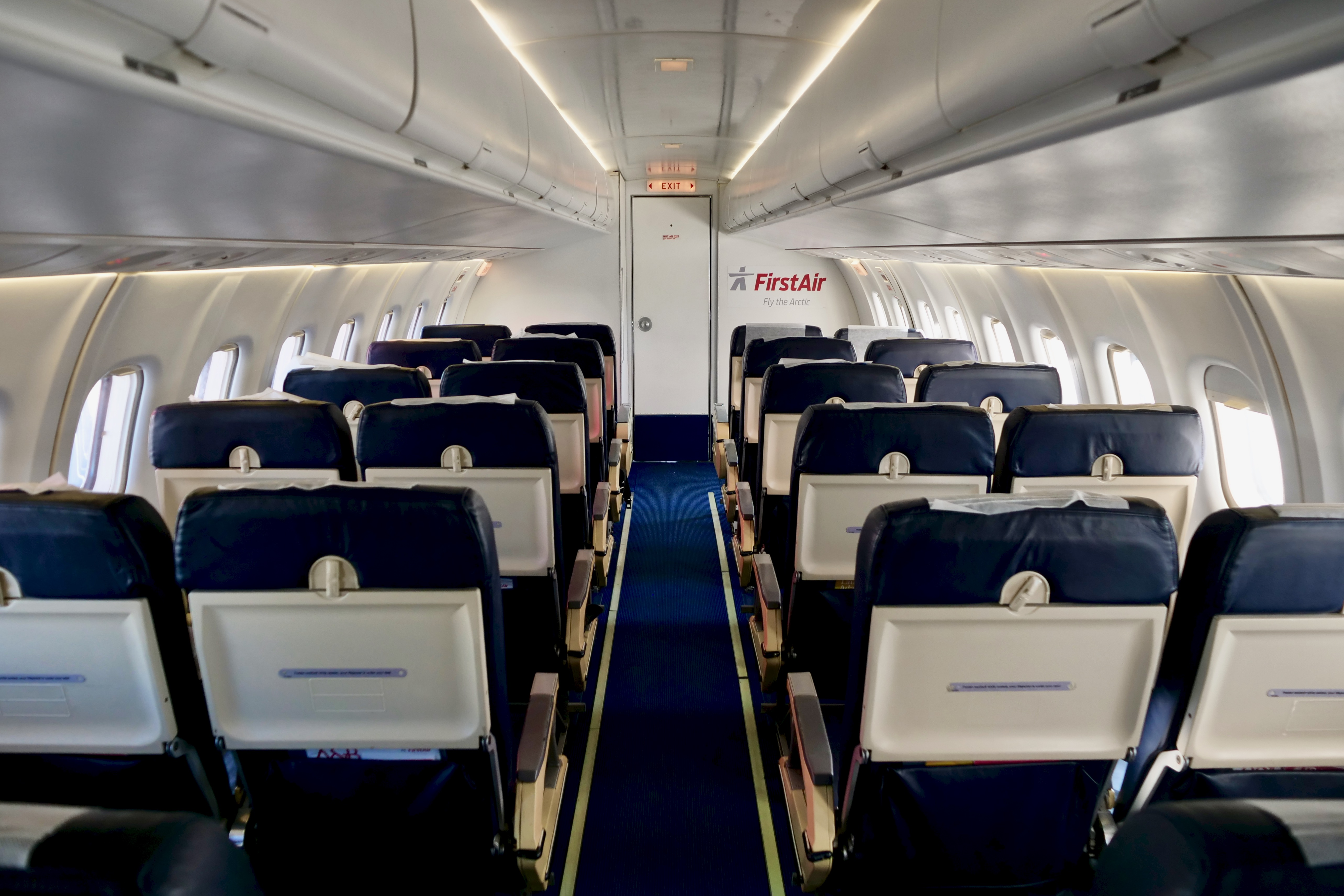
Cabine d'un ATR 42 de First Air
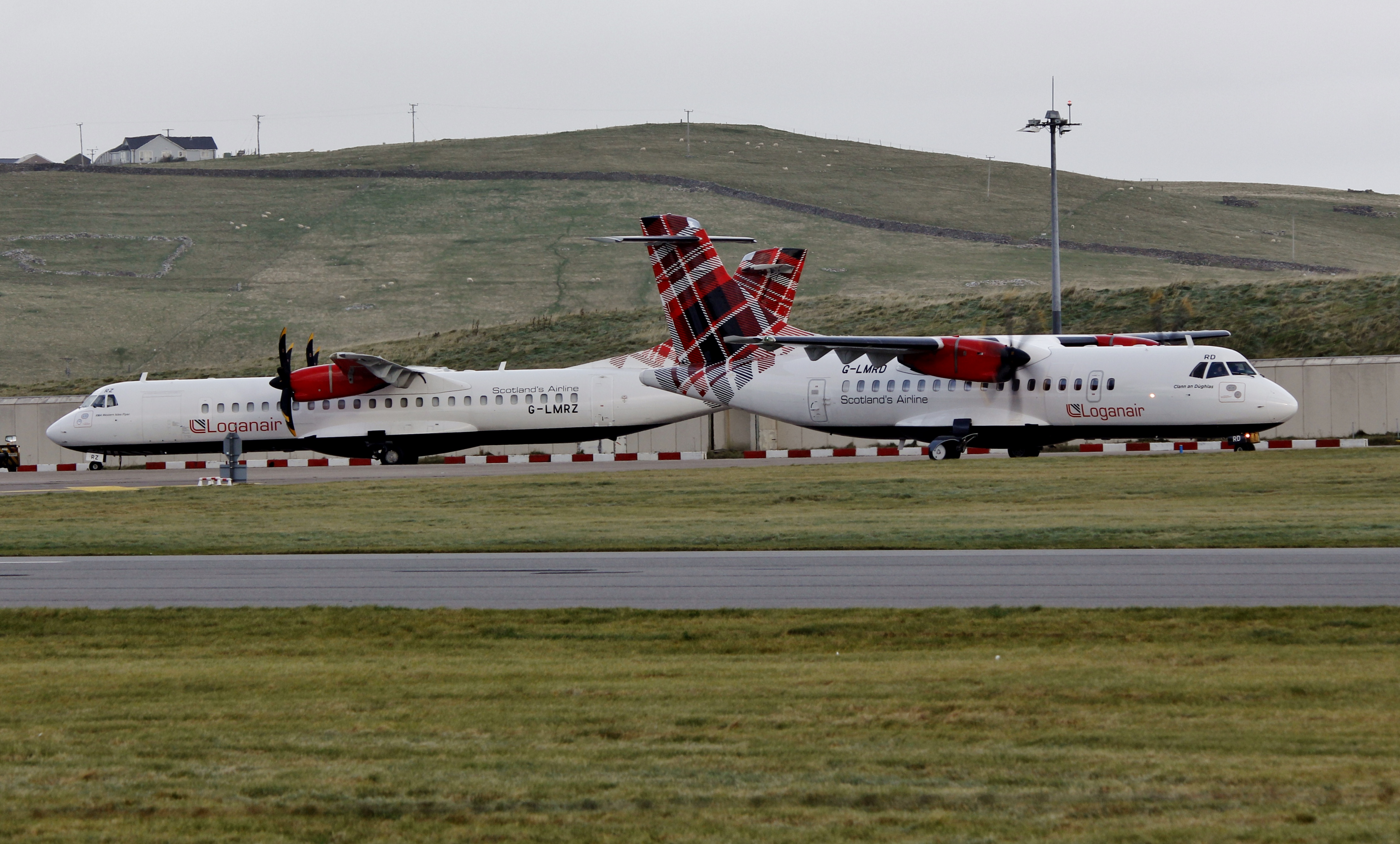
Un ATR 42 aux côtés d'un ATR 72 de Loganair
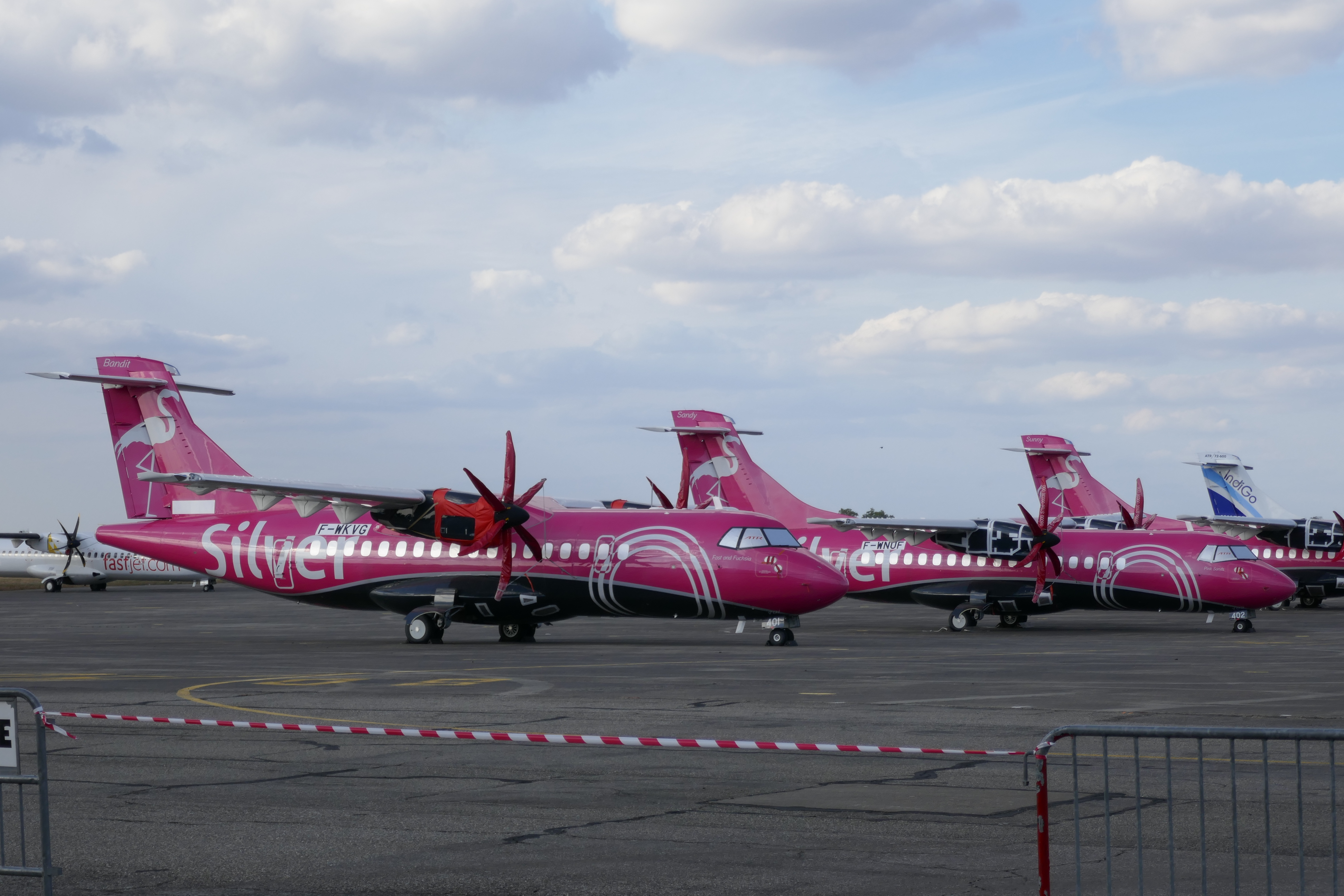
Des ATR 42-600 de Silver Airways
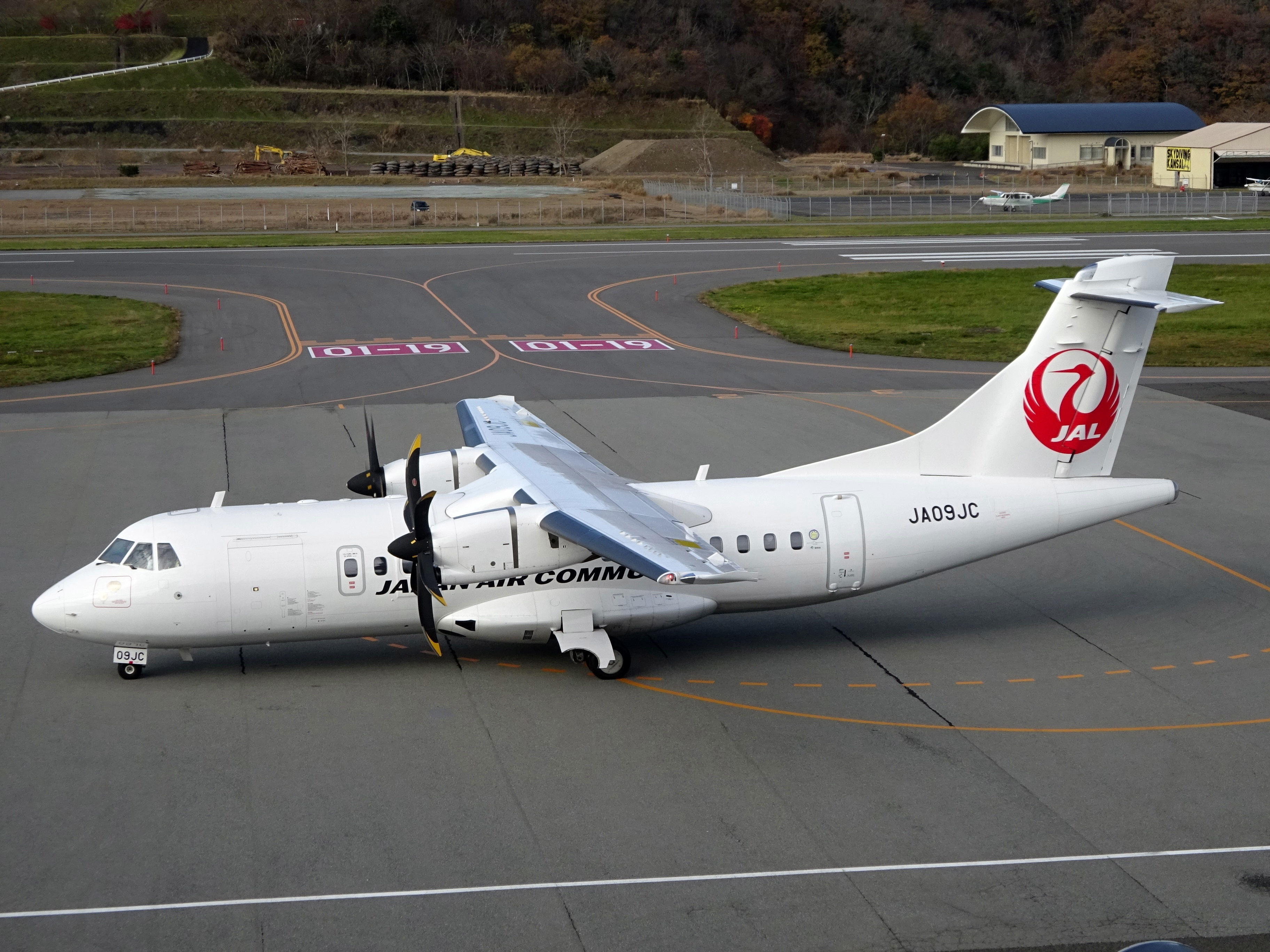
Un ATR aux couleurs de Japan Air Commuter, filiale régionale de Japan Airlines
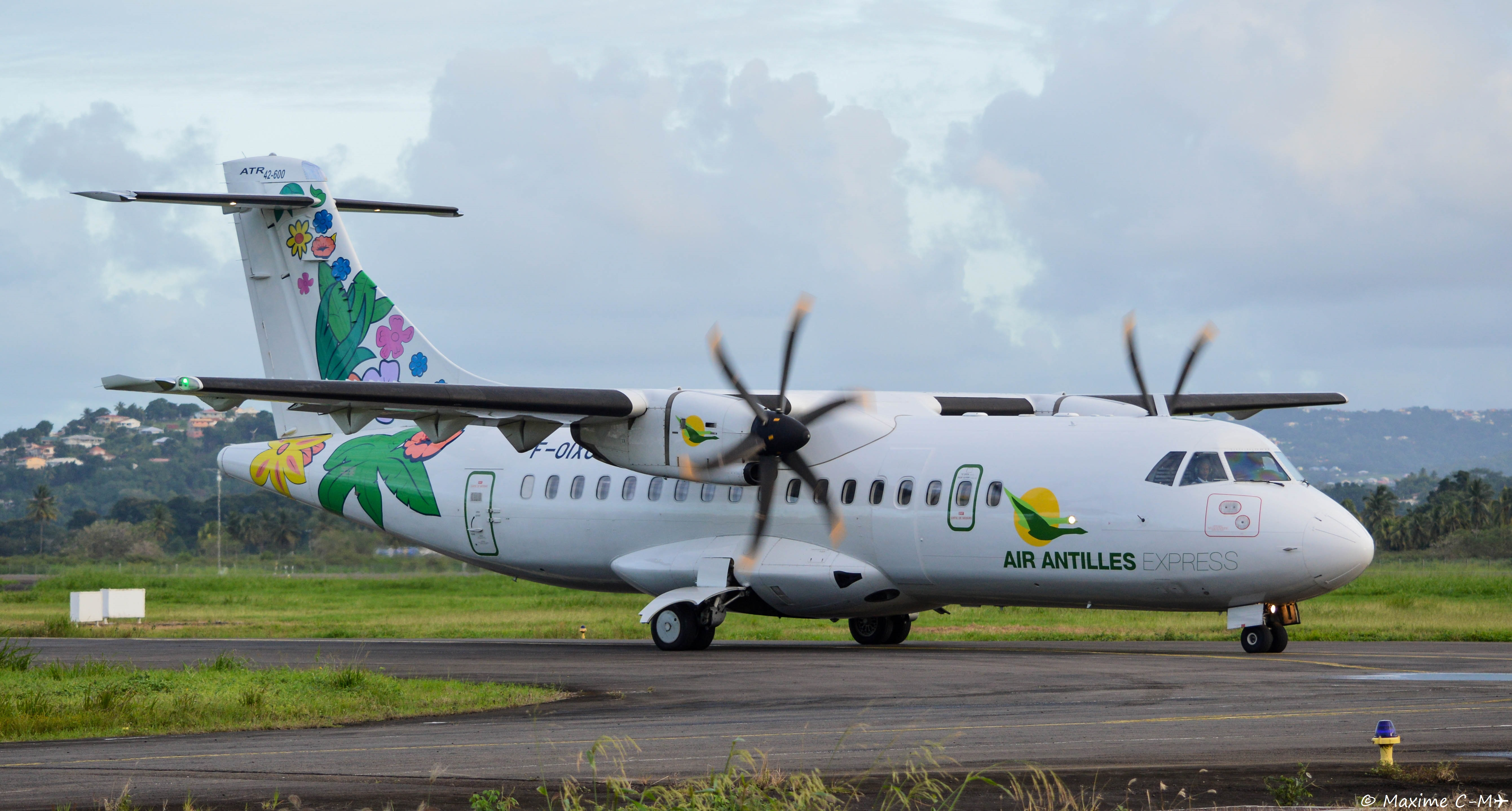
Un ATR 42 d'Air Antilles Express

### Utilisateurs militaires et gouvernementaux
France

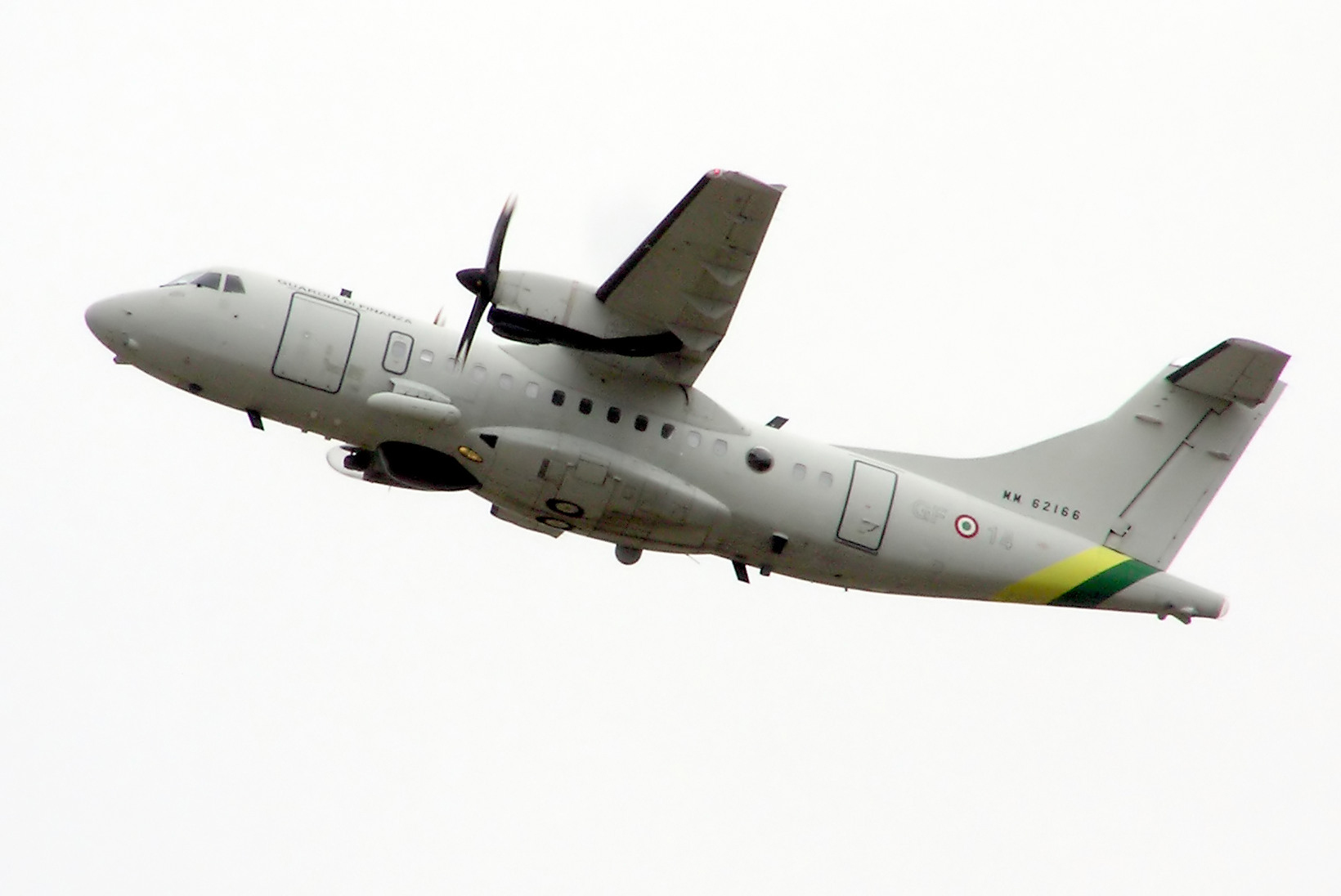
Guardia di Finanza ATR 42MP (MM62166). Décollage au Royal International Air Tattoo à la base de Fairford.

- Centre national d'études des télécommunications (Un ATR-42 utilisé en 1995-1996[8] sous l'immatriculation F-SEBK)
- Direction générale de l'Aviation civile (l'ATR42 immatriculé F-GFJH était utilisé pour le contrôle en vol des aides à la radionavigation de septembre 1991 à décembre 2016[9])
- Service des avions français instrumentés pour la recherche en environnement (SAFIRE exploite l'ATR42 immatriculé F-HMTO, appartenant à Météo-France pour des mesures environnementales dans l'atmosphère et sur les surfaces océanique et continentale)

 Birmanie
- Force aérienne du Myanmar: un ATR 42-500 immatriculé 0004 et deux ATR 42MP-320 immatriculés 0006 et 0007[10]

 Colombie
- Armée de l'air colombienne (Armada Nacional de Colombia) un ATR 42-320 sous l'immatriculation ARC-703
- Police nationale colombienne: 6 ATR 42-300 immatriculés PNC-0241, PNC-0242, PNC-0243, PNC-0244, PNC-0245 et PNC-0271.

 États-Unis
- Département de la Justice des États-Unis: un ATR 42-320(F) immatriculé N313CG et un ATR 42-500 immatriculé N366FM

 Gabon
- Armée de l'air gabonaise: un ATR 42M-312 immatriculé TR-KJD

 Italie

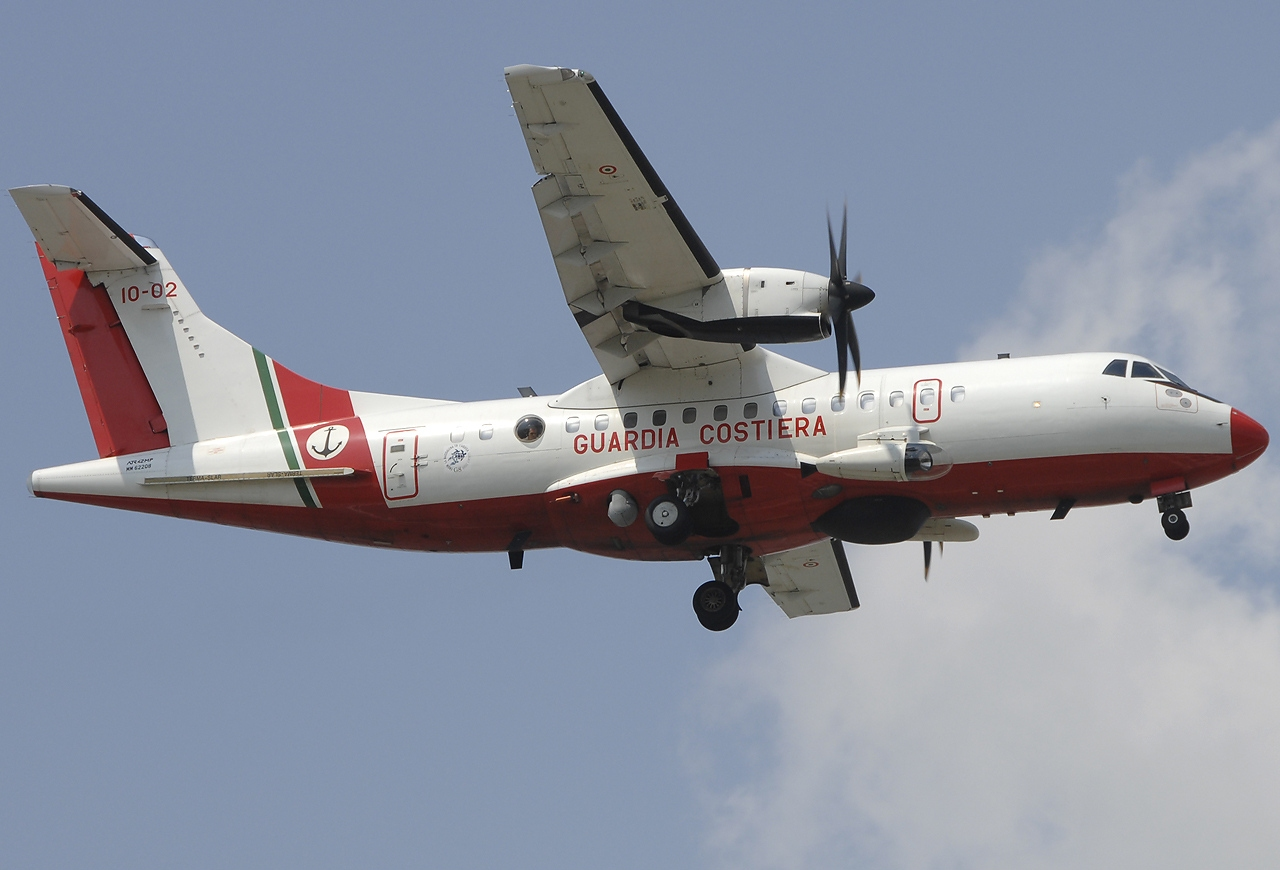
ATR 42 modifié des garde-côtes italiens.

- Garde-côtes Italiens (4 ATR 42 MP420 immatriculés MM62279, MM62280, MM62298, MM62281)
- Guardia di Finanza (4 ATR 42 MP420 immatriculés MM62165, MM62166, MM62230, MM62251)

 Jamahiriya arabe libyenne
- Gouvernement Libyen (1951-2011) (un ATR 42MP-500 livré en 2009, immatriculé 5A-DTN puis rayé des listes en juillet 2014)

 Nigeria
- Force aérienne nigériane (Deux ATR 42 MP-500, le NAF930 livré en décembre 2009, le second NAF931 livré le 30 mars 2010)[11]

 Sénégal
- Armée de l'air sénégalaise (un ATR 42-300 immatriculé 6V-AFW rétrocédé par l'ASECNA en décembre 2021[12])

 Tchad
- Armée de l'air tchadienne: un ATR 42-300 immatriculé TT-ABE acheté en 2013 à Airlinair (ex OY-PCN, ex F-GKNC (TAT, Air Liberté, Air France))

## Accidents
- Le 15 octobre 1987 à 19 h 28, un ATR 42–312 de la compagnie Aero Trasporti Italiani (ATI), le vol 460, s'est écrasé à Conca di Crezzo en Italie pendant un vol de l'aéroport de Milan en Italie à l'aéroport de Cologne en Allemagne. 37 personnes étaient à son bord, aucun survivant. Des conditions de givrage existaient[13].
- Le 17 juin 1988, le 1er prototype ATR 42-200 immatriculé F-WEGA s'est écrasé à Toulouse-Blagnac peu après le décollage, lors d'un vol d'essai pour simuler une panne moteur, les 3 membres d'équipage ont survécu[14].
- Le 21 aout 1994 à 18 h 50, le vol Royal Air Maroc 630 (ATR 42–312 immatriculé CN-CDT) a décollé d'Agadir sur un vol intérieur à destination de Casablanca. Une dizaine de minutes après le décollage, alors qu'il franchissait 16 000 pieds en montée, l'ATR-42 a perdu le contrôle puis est entré dans une plongée abrupte et s'est écrasé dans les montagnes de l'Atlas faisant 44 morts[15].
- Le 12 novembre 1999 à 11 h 14, le vol Si Fly 3275, un ATR 42–312 immatriculé F-OHFV propriété de Si Fly mais opérant pour le compte de l'ONU, dans le cadre du Programme alimentaire mondial, a quitté Rome à 09h11 pour Pristina, au Kosovo. L'avion se trouvait à une altitude de 1400 mètres lorsqu'il s'est écrasé sur une colline au nord-est de Mitrovicë faisant 24 morts[16].
- Le 29 août 2005, vers 1 h du matin, un ATR 42-500 de la compagnie Airlinair, qui effectuait un vol à la demande entre les aérodromes d'Auxerre et de Lyon-Bron, a subi des « dommages au train d'atterrissage principal » à cause d'un « atterrissage dur ». Il ramenait l'équipe de football de l'Olympique lyonnais.
- Le 21 février 2008, le vol Santa Bárbara Airlines 518, un ATR 42-300 de la compagnie vénézuélienne Santa Barbara Airlines immatriculé YV1449 s'écrase dans les Andes à 10 km de Mérida, lors d'un vol Mérida-Caracas, à 4 750 mètres d'altitude. 46 personnes étaient à son bord, aucun survivant.
- Le 13 septembre 2010, le vol Conviasa 2350, un ATR-42-300 de la compagnie vénézuélienne Conviasa, s'écrase à une dizaine de kilomètres de Puerto Ordaz quelques minutes après le décollage, faisant au moins 14 morts.
- Le 16 août 2015, le vol Trigana Air Service 267, un ATR 42-300 de la compagnie indonésienne Trigana Air, s’écrase dans la région de Papouasie, dans l’est de l’Indonésie. Il y avait à son bord 49 passagers et 5 membres d’équipage ; il n'y a aucun survivant.
- Le 7 décembre 2016, le vol Pakistan International Airlines 661, de la compagnie Pakistan International Airlines (PIA) s’est écrasé dans la province du Khyber Pakhtunkhwa, dans le nord-ouest du Pakistan faisant 47 morts.
- Le 13 décembre 2017, le vol West Wind Aviation 282, un ATR-42-300 de la compagnie canadienne West Wind Aviation, s’écrase alors qu’il venait de décoller de l'aéroport de Fond-du-Lac dans la province de la Saskatchewan, pour un vol en direction de Stony Rapids[17]. L'avion a piqué du nez alors qu'il volait à basse altitude et s'est écrasé dans une forêt. Malgré des ailes remplies de kérosène, l'avion ne s'est pas enflammé. On dénombre une dizaine de blessés dont certains cas graves parmi les 22 passagers et 3 membres d'équipage.
- Le 6 novembre 2022, le vol Precision Air 494, un ATR 42-500 de la compagnie Precision Air, s'abîme dans le lac Victoria en Tanzanie à 100 mètres de la piste[18]provoquant la mort de 19 personnes parmi les 43 présentes à bord de l'avion.

## Galerie

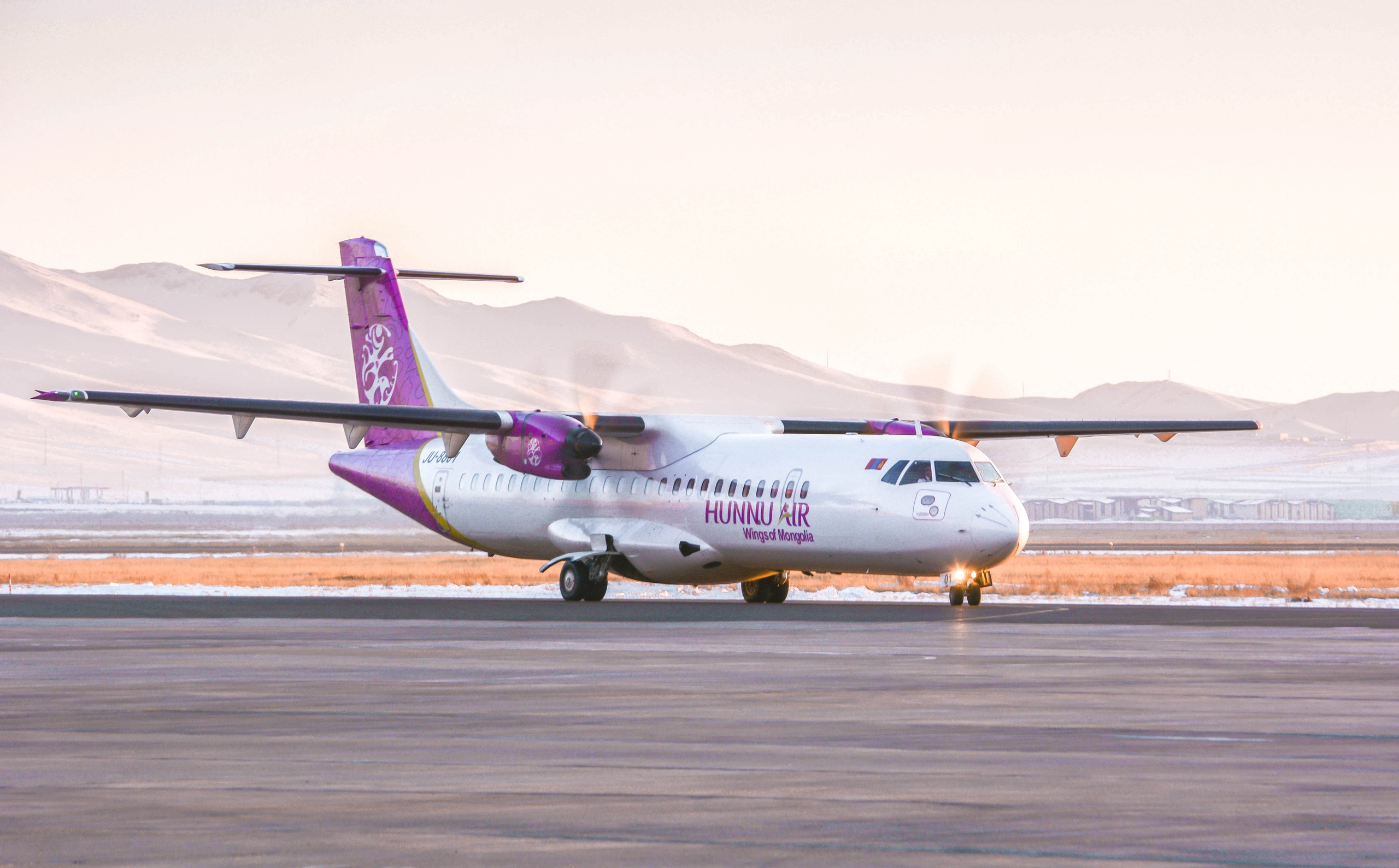
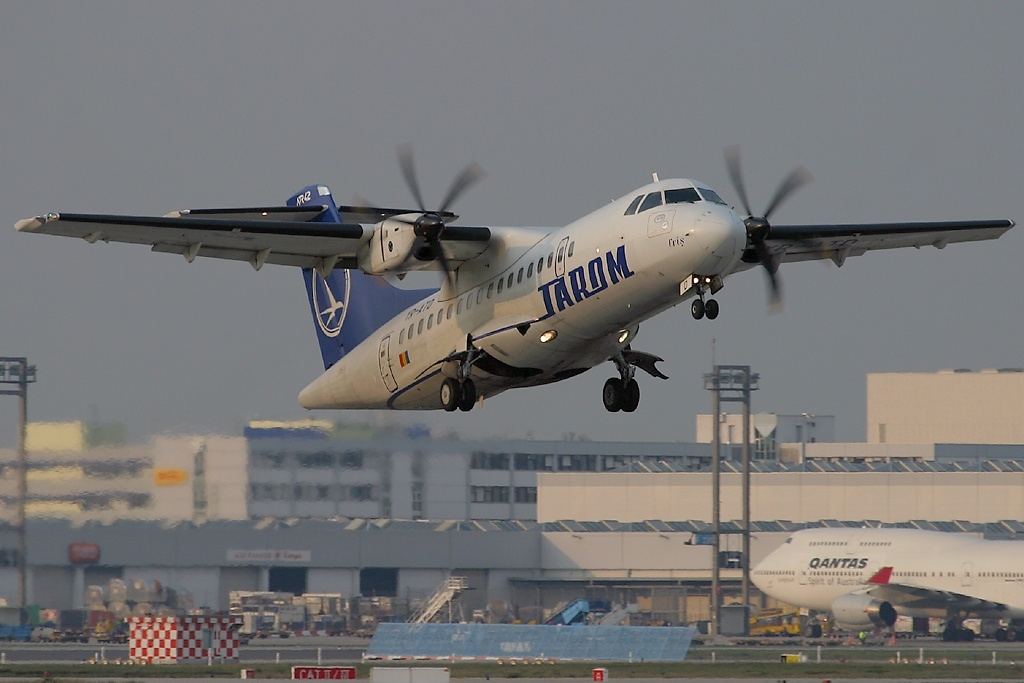
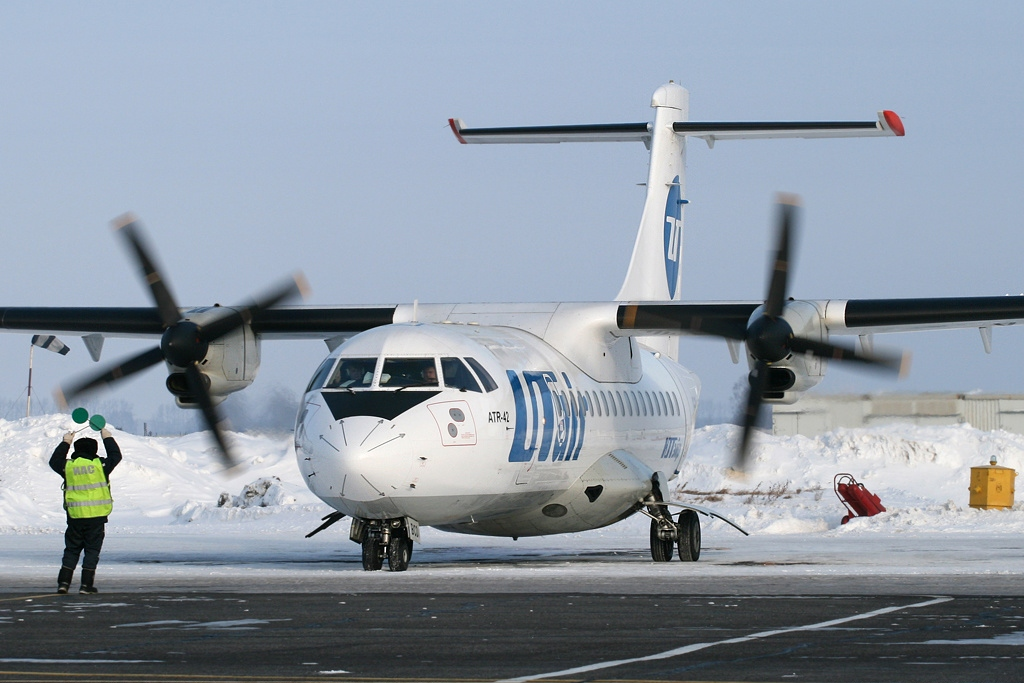
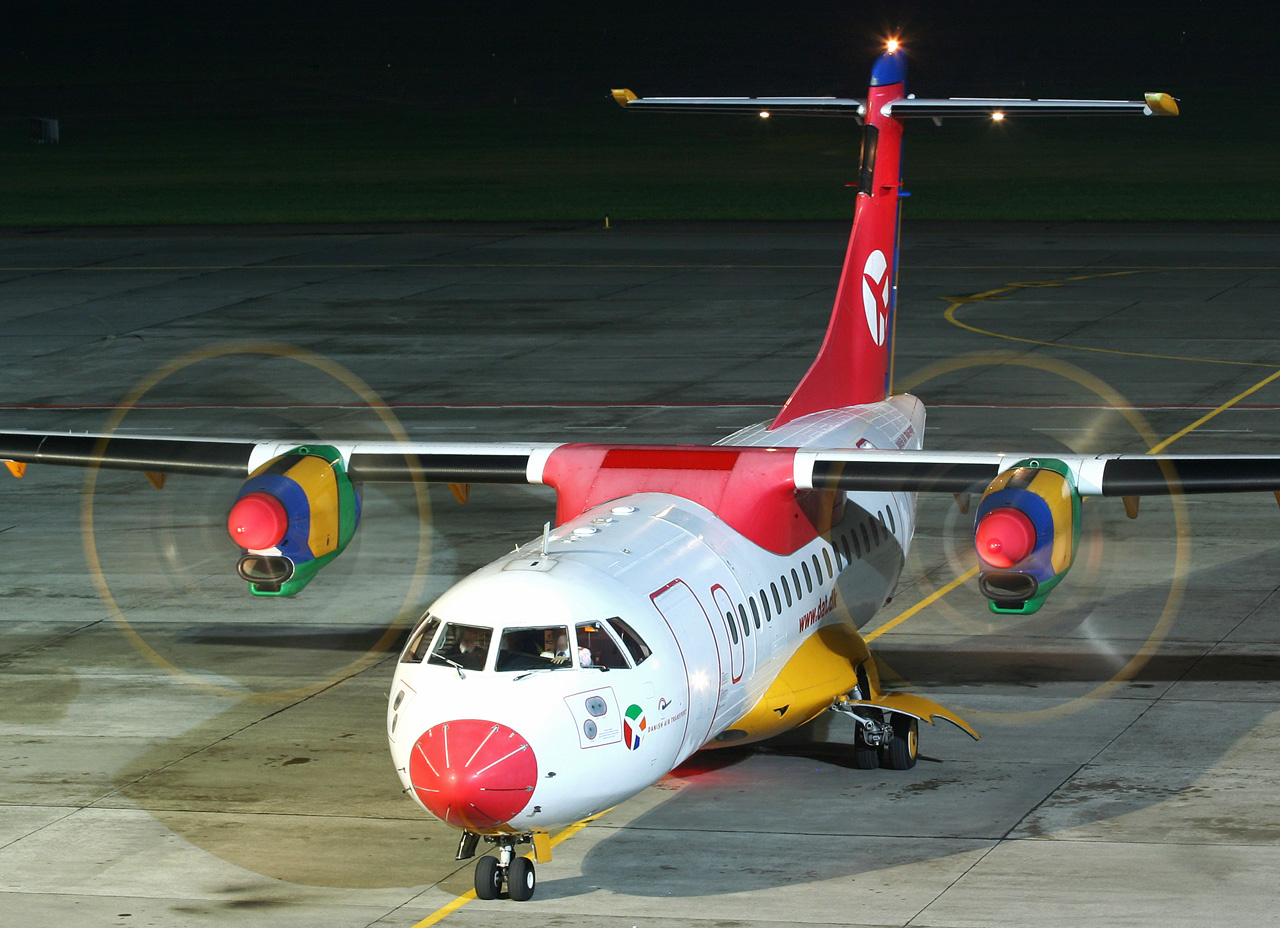